# 타마라 티슈케비치

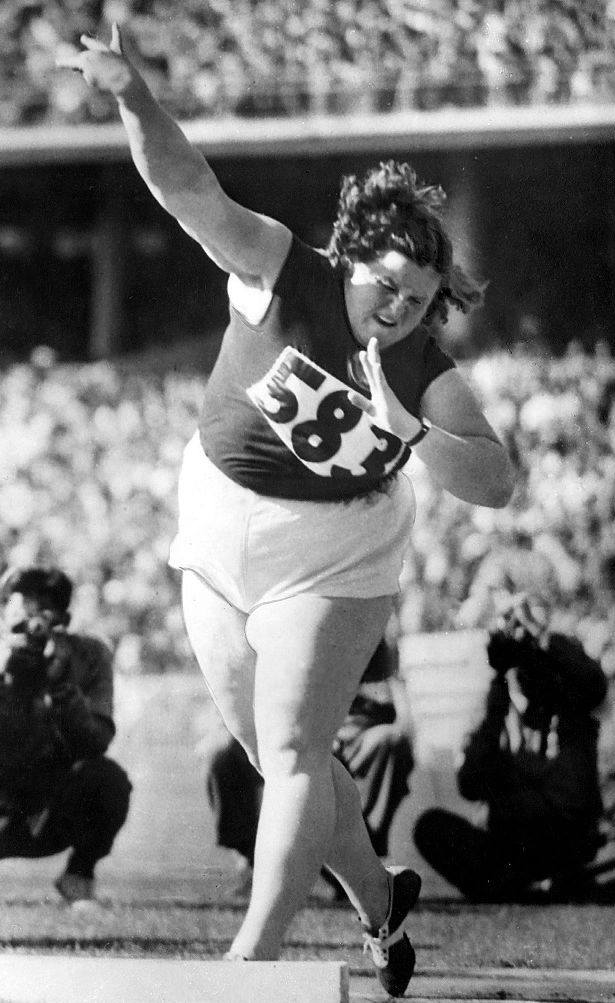

타마라 안드레예프나 티슈케비치(벨라루스어: Тамара Андрэеўна Тышкевіч, 러시아어: Тамара Андреевна Тышкевич, 1931년 3월 31일 ~ 1997년 12월 27일)는 주로 포환던지기 종목에 나간 벨라루스의 육상 선수였다. 그녀는 레닌그라드의 제니트에서 훈련하며 소련을 대표하였다.
1956년 하계 올림픽에 참가하여 16.59m의 올림픽 기록을 세워 금메달을 획득하였다.